# Helligbæk
Helligbæk (dansk) eller Helligbek (tysk) er et vandløb i det nordvestlige Angel (Lusangel) i Sydslesvig syd for den dansk-tyske grænse. Åen har en samlet længde på 5,5 km. Den udspringer et sted nordøst for Elmskoven, passerer Kallebyhus (ty. Kallebyhuus el. Kellerbude) og munder vest for husgruppen og kroen Helligbæk ud i Bollingsted Å. Åen har tilløb af Brændevinsbæk / Kallebyhus Å og Popholt Å. Ved den sydlige udkant af Elmskov danner åen et særligt dalområde med våde græsarealer. Helligbækken danner grænsen mellem Ugle og Strukstrup Herreder samt mellem kommunerne Siversted i nord og Stolk og Klapholt i syd og. Indtil 1974 dannede åen også grænsen mellem Flensborg Amt (senrere: Flensborg kreds) og Gottorp Amt (senere: Slesvig kreds) .
Helligbæk er første gang nævnt 1540. Navnet henføres til biskop Poppo, som døbte mange hedninger i bækken i 900-tallet. Tæt ved bækken ligger også Poppostenen, hvor Harald Blåtand skal være døbt.
Helligbækken nævnes i et lokal folkesagn: En hedning trodsede biskop Poppo og lod sin hest gøre Helligbækkens
døbevand urent, men han blev bundet til stedet, indtil han lovede at bygge en Kirke - han byggede så kirken i Siversted.
Under Treårskrigen kom det til en større fægtning ved Helligbæk (Slaget ved Helligbæk). Det egentlige slag begyndte natten til den 25. juli 1850, hvor den danske hovedstyrke fortsatte fremrykningen mod tyskerne (→ se Slaget på Isted Hede).